# Quan Văn Chuẩn
Quan Văn Chuẩn (sinh 7 tháng 1 năm 2001) là một cầu thủ bóng đá chuyên nghiệp người Việt Nam hiện đang thi đấu ở vị trí thủ môn cho câu lạc bộ Hà Nội tại V.League 1 và đội tuyển U-23 Việt Nam.

## Sự nghiệp
Năm 2011, Quan Văn Chuẩn bắt đầu sự nghiệp cầu thủ tại hệ thống đào tạo của câu lạc bộ Hà Nội.
Năm 2020, Quan Văn Chuẩn chuyển xuống chơi cho Phú Thọ tại giải hạng Nhì quốc gia 2020 và cùng đội bóng này giành quyền thăng hạng lên chơi giải hạng Nhất quốc gia 2021. Cùng trong năm này, anh có lần đầu tiên được triệu tập lên đội tuyển U-22 Việt Nam.
Ngày 4 tháng 5 năm 2022, Quan Văn Chuẩn có tên trong danh sách 20 cầu thủ của đội tuyển U-23 Việt Nam tham dự SEA Games 31.
Ngày 8 tháng 9 năm 2022, Quan Văn Chuẩn chính thức ra mắt câu lạc bộ Hà Nội khi bắt chính trong trận đấu gặp Bình Phước tại tứ kết Cúp quốc gia 2022.

## Thống kê sự nghiệp
Tính đến ngày 17 tháng 4 năm 2023
| Câu lạc bộ     | Mùa giải       | Giải đấu       | Giải đấu | Giải đấu | Cúp quốc gia | Cúp quốc gia | Châu Á | Châu Á | Khác | Khác | Tổng cộng | Tổng cộng |
| Câu lạc bộ     | Mùa giải       | Hạng           | Trận     | Bàn      | Trận         | Bàn          | Trận   | Bàn    | Trận | Bàn  | Trận      | Bàn       |
| -------------- | -------------- | -------------- | -------- | -------- | ------------ | ------------ | ------ | ------ | ---- | ---- | --------- | --------- |
| Phú Thọ        | 2021           | V.League 2     | 5        | 0        | 0            | 0            | —      | —      | —    | —    | 5         | 0         |
| Hà Nội         | 2022           | V.League 1     | 0        | 0        | 1            | 0            | —      | —      | —    | —    | 1         | 0         |
| Hà Nội         | 2023           | V.League 1     | 1        | 0        | 0            | 0            | —      | —      | 0    | 0    | 1         | 0         |
| Hà Nội         | Tổng cộng      | Tổng cộng      | 1        | 0        | 1            | 0            | 0      | 0      | 0    | 0    | 2         | 0         |
| Tổng sự nghiệp | Tổng sự nghiệp | Tổng sự nghiệp | 6        | 0        | 1            | 0            | 0      | 0      | 0    | 0    | 7         | 0         |

## Danh hiệu

### Đội trẻ
U-21 Hà Nội
- Giải bóng đá U-21 quốc gia:
  -  Vô địch (1): 2022

### Câu lạc bộ
Hà Nội FC
- V.League 1:
  -  Vô địch (1): 2022
  -  Á quân (1): 2023
- Cúp Quốc gia:
  -  Vô địch (1): 2022
- Siêu cúp Quốc gia:
  -  Vô địch (1): 2022

### Quốc tế
U-22 Việt Nam
- Đại hội Thể thao Đông Nam Á:  2023

U-23 Việt Nam
- Đại hội Thể thao Đông Nam Á:  2021
- Giải vô địch bóng đá U-23 Đông Nam Á:  2023